# Township (Vereinigte Staaten)

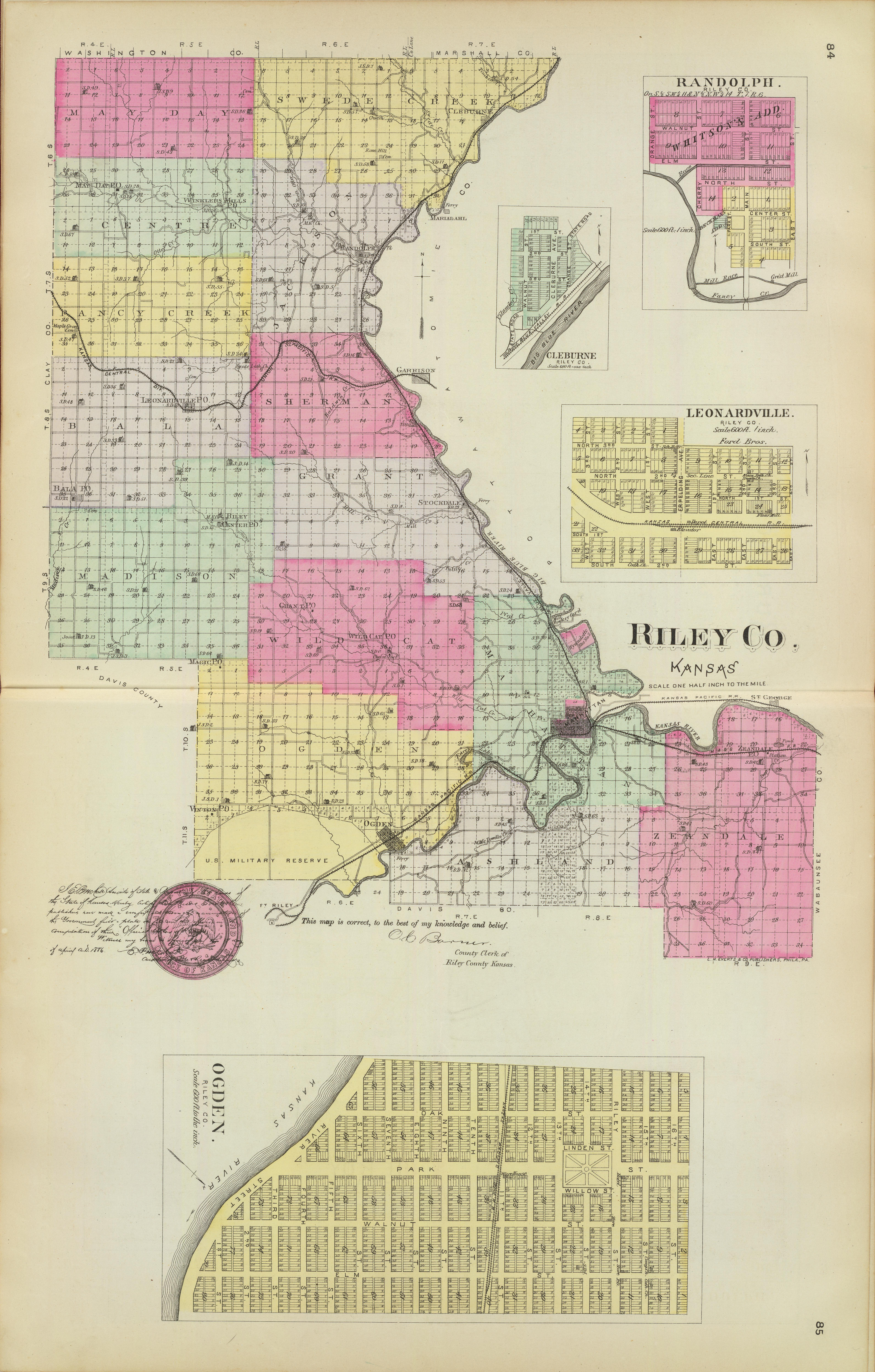
Townships in Riley County (1887)

Townships sind in den Vereinigten Staaten Gebietskörperschaften innerhalb eines Bundesstaats. Hierbei wird zwischen der vermessungstechnischen und politischen Bedeutung unterschieden.

## Vermessungstechnische Bedeutung
Ausgehend von Quadraten (Sektionen, englisch sections), die eine Quadratmeile groß sind, wurden Townships gebildet, die aus 36 Sektionen bestehen (sechs mal sechs Meilen). Die allerersten Townships in einem kleinen Teil von Ohio waren nur fünf Meilen mal fünf Meilen; sie stammen aus der Zeit kurz vor dem Erlass der Land Ordinance of 1785, die für das restliche Gebiet des Nordwestterritoriums galt. Um die öffentlichen Schulsysteme zu finanzieren, wurde in der Land Ordinance erlassen, dass der Verkaufserlös von der 16. Sektion einer jeden Township (36 Sektionen) zugunsten der Schulen ging.
Offizielle Flurbezeichnungen werden gebildet, indem, ausgehend von einer bestimmten „Meridian“ genannten Nord-Süd-Linie und „Base Line“ genannten Ost-West-Linie, die Zahl der Townships abgezählt wird, danach eine Sektionsnummer angegeben wird und davon halbe oder viertel Teile erwähnt werden. Beispiel: „W 1/2 NW 1/4 S. 5 T 2S R 3W“ von einem bestimmten Meridian bezeichnet die westliche Hälfte des nordwestlichen Viertels von Sektion 5 des 2. Townships südlich der Base Line und des 3. westlich des Meridians.
Dieses „Congressional Survey System“ oder „Ordinance Survey“ (nach der „Land Ordinance“ von 1785 genannt) deckt das gesamte Gebiet der USA ab mit Ausnahme folgender Staaten: Maine, Massachusetts, New Hampshire, Vermont, Rhode Island, Connecticut, New York, New Jersey, Pennsylvania, Virginia, West Virginia, Kentucky, Tennessee, North Carolina, South Carolina und Georgia. Weitere Ausnahmen sind kleine Gebiete in anderen Bundesstaaten, die unter spanischer oder französischer Herrschaft schon vermessen wurden; zum Beispiel ist im südlichen Illinois entlang des Mississippi Rivers vereinzelt das französische „long lot system“ anzutreffen, bei dem Grundstücke mit ein paar hundert Metern entlang des Flusses und bis zu etwa eine Meile nach Inland gemessen wurden.

## Politische Bedeutung
Townships sind sogenannte Minor Civil Divisions (MCD) in folgenden Bundesstaaten und werden dort als Civil Townships oder Towns bezeichnet:
- Arkansas
- Connecticut1
- Illinois2
- Indiana
- Iowa
- Kansas
- Maine1
- Massachusetts1
- Michigan3
- Minnesota
- Missouri
- Nebraska2
- New Hampshire1
- New Jersey
- New York1
- North Carolina
- North Dakota
- Ohio
- Pennsylvania
- Rhode Island1
- South Dakota
- Vermont1
- Wisconsin1

1 – In diesen Bundesstaaten werden die Townships als Towns bezeichnet.

2 – 26 der 93 Countys von Nebraska und 84 der 102 Countys von Illinois gliedern sich in Townships (die übrigen gliedern sich in precincts). 

3 – Sogenannte Charter Townships genießen weitergehend verbriefte Rechte.

Townships sind, vor allem im Mittleren Westen, Hilfsorgane der County-Verwaltung bei der Durchführung von Wahlen, in Angelegenheiten der Sozialhilfe oder des Straßenbaus und eigene kommunale Verwaltungseinheiten mit gewählten Amtsinhabern. Diese aufgewertete Verwaltungsorganisation wird häufig angestrebt, wenn eine zuvor kleine Gemeinde durch überproportionale Ansiedlung (z. B. als reine Wohnsiedlungen im Kranz großer Ballungsräume) eine Einwohnerzahl erreicht hat, die den Status Township rechtfertigt. In manchen Bundesstaaten überlappen sie mit sich dort befindlichen Städten und Dörfern, in anderen decken sie nur die Gebiete ab, die keiner inkorporierten Siedlung zugehörig sind. Anders als inkorporierte Towns, Citys und Villages, die County-Grenzen überschreiten können, bestehen Countys immer aus einer größeren Anzahl von Townships.